# Токийски университет
Токийският университет (на японски: 東京大学) е обществен изследователски университет в Бункьо, Токио, Япония. Основан през 1877 г. като императорски университет, днес е сред най-престижните университети в Япония.
Университет разполага с 10 факултета, в които учат около 30 000 студенти, 2100 души от които са чуждестранни студенти. Има 5 кампуса.
Към 2018 г. сред възпитаниците и изследователите на Токийския университет се нареждат 17 министър-председатели, 16 нобелови лауреати, 3 лауреати на наградата Прицкер, 3 астронавти и 1 лауреат на Филдсов медал.

## История
Университетът е поръчан от правителството през 1877 г. (периода Мейджи), като се обединяват стари правителствени училища по медицина, различни конфуциански школи и съвременно обучение. По това време носи сегашното си име. През 1886 г. е преименуван на „Императорски университет“ (на японски: 帝國大學), а през 1897 г. – на „Токийски императорски университет“ (на японски: 東京帝國大學), когато е основана система на императорски университети. През септември 1923 г. мощно земетресение и последвалите го пожари разрушават около 700 000 тома на университетската библиотека. Сред изгубените книги включват библиотеката на Хошино (на японски: 星野文庫), колекция от около 10 000 книги. Тези книги са притежание на Хошино Хисаши, преди да станат част от университетската база и са главно на тема китайска философия и история.
През 1947 г., след загубата на Япония във Втората световна война, библиотеката възвръща първоначалното си име. С началото на новата университетска система през 1949 г., Токийският университет приема бившите Първо висше училище и Токийско висше училище, които поемат отговорността да обучават първокурсници и второкурсници.
Въпреки че университет е основан през периода Мейджи, неговите корени са от много по-рано. Институциите, от които е съставен, са държавни служби, основани още по времето на шогуната Токугава през периода Едо (1603 – 1867), и играят важна роля във вноса и превода на книги от Европа.
За летните олимпийски игри в Токио през 1964 г. университетът е домакин на частта по бягане в съвременния петобой.
На 20 януари 2012 г. Токийския университет съобщава, че ще промени началото на академичната си година от април на септември, за да съгласува академичния си календар с този на международния стандарт. Промяната трябва да влезе в сила постепенно през следващите пет години. Все пак, това еднолично решение на президента на университета е зле възприето, поради което учебното заведения отменя плановете.
Според The Japan Times, унвиерситетът разполага с 1282 преподаватели към февруари 2012 г., като от тях 58 са жени.

## Галерия
- Юридическият факултет
- Библиотеката в Комаба
- Главната сграда на Института по физика на твърдото тяло
- Ботаническата градина „Койшикава“
- Изследователски кампус Комаба